# Gierzwaluwluisvlieg
De gierzwaluwluisvlieg (Crataerina pallida) is een soort luisvlieg (Hippoboscidae) die parasiteert op de gierzwaluw (Apus apus).

## Kenmerken
Een aantal luisvliegen lijkt nog enigszins op vliegen, maar andere soorten zoals deze soort hebben een bizarre bouw, die eerder aan een krekel doet denken dan aan een vlieg. Ongevleugelde soorten lijken sterk op bijtende luizen als de schaam- en hoofdluis, die qua verwantschap ver van vliegen afstaan. De gierzwaluwluisvlieg is gevleugeld, maar de vleugels zijn smal en kort. De kleur is bruin, de lichaamsvorm heeft veel weg van een krekel, vanwege het sterk afgeplatte lichaam, de kleine kop, dikke poten en naar achteren wijzende, smalle vleugelstompjes. De lengte is ongeveer 8 tot 10 millimeter.

## Levenswijze
De gierzwaluwluisvlieg heeft gemak van zijn platte lichaam bij het lopen door het verenkleed van de gierzwaluw. Hij leeft in de nesten, en zuigt het bloed van de gierzwaluw, dat met de stekende monddelen wordt opgezogen. Vooral jonge vogels zijn geliefd, en kunnen zelfs bezwijken als de vlieg al te massaal voorkomt. Het achterlijf kan net als een teek behoorlijk opzwellen om een bloedvoorraadje aan te leggen. De vlieg kan dan ruim een week zonder voedsel. 
De gierzwaluwluisvlieg is een bijzonder snelle loper en heeft een motoriek die doet denken aan een krab. Door de korte vleugeltjes kan hij niet vliegen. Ook mensen kunnen door de vlieg worden gebeten, in de regel zijn er dan zwaluwnesten in de buurt. De gierzwaluwluisvlieg kan mensenbloed niet verteren.
De vlieg is voornamelijk actief van mei tot september.

## Voortplanting
Zoals bij wel meer luisvliegen is er geen zichtbaar ei- en larvestadium, de larve ontwikkelt zich in de eierstokken van het moederdier. De larve verpopt nog eer hij ter wereld komt. Larven zijn daarom niet te zien. Er zijn twee popstadia; in het eerste stadium is de pop wit, later wordt deze donkerder, pas in dit stadium vindt de eigenlijke metamorfose plaats.